# Nieulle-sur-Seudre
Nieulle-sur-Seudre est une commune du Sud-Ouest de la France, située dans le département de la Charente-Maritime (région Nouvelle-Aquitaine).
Ses habitants sont appelés les Nieullais et les Nieullaises.

## Géographie

### Localisation

Localisation de Nieulle au bord de la Seudre (image satellite SPOT).

Nieulle-sur-Seudre est un village ostréicole, situé dans le sud-ouest du département de la Charente-Maritime, dans l'ancienne province de la Saintonge. Le territoire communal occupe un léger promontoire calcaire qui fut une île il y a plusieurs milliers d'années. À cette époque, l'estuaire de la Seudre formait un golfe et la mer atteignait l'actuelle ville de Saujon. Aujourd'hui, l'océan a cédé la place aux marais de la Seudre : ils forment près des 2/3 du territoire communal, et servent de lieu d'affinage pour les huîtres.

#### Lieux-dits et hameaux
L'habitat se concentre autour de deux anciens hameaux, le Petit Nieulle et le Grand Nieulle. Plusieurs lieux-dits sont situés le long des marais : ceux-ci ont longtemps formé des communautés villageoises autonomes, possédant souvent leurs propres ports sur les chenaux tributaires de la Seudre. Les principaux sont Montauban, Bel air, Tourtelot, la Catheline, Chez-Paillé, Toucheronde.

#### Communes limitrophes
| Arvert       | Saint-Just-Luzac   |              |
| Étaules      | Nieulle-sur-Seudre | Saint-Sornin |
| Chaillevette | Le Gua             |              |

### Géologie et relief
L'altitude moyenne de la commune est de cinq mètres.

### Hydrographie
La commune est baignée par l'estuaire de la Seudre. Plusieurs cours d'eau de moindre importance traversent les marais, avant de se jeter dans la Seudre : ce sont principalement les chenaux de Recoulaine, de Pélard, de Bugée et de Garenton.

### Climat
Le climat est de type océanique : la pluviométrie est relativement élevée en automne et en hiver et les hivers sont doux. L'été reste tempéré grâce à la brise marine. Deux vents venant de l'océan, le noroît et le suroît, soufflent sur les côtes du département. L'ensoleillement de la côte charentaise est très important : avec 2 250 heures par an, il est comparable à celui que connaît une partie de la côte méditerranéenne.

#### Données générales
| Ville              | Ensoleillement · (h/an) | Pluie · (mm/an) | Neige · (j/an) | Orage · (j/an) | Brouillard · (j/an) |
| ------------------ | ----------------------- | --------------- | -------------- | -------------- | ------------------- |
| Médiane nationale  | 1 852                   | 835             | 16             | 25             | 50                  |
| Nieulle-sur-Seudre | 2 250                   | 755             | 4              | 13             | 26                  |
| Paris              | 1 717                   | 634             | 13             | 20             | 26                  |
| Nice               | 2 760                   | 791             | 1              | 28             | 2                   |
| Strasbourg         | 1 747                   | 636             | 26             | 28             | 69                  |
| Brest              | 1 555                   | 1 230           | 6              | 12             | 78                  |
| Bordeaux           | 2 070                   | 987             | 3              | 32             | 78                  |

#### Tempête de décembre 1999
La Charente-Maritime est le département français qui a été le plus durement touché par la tempête Martin du 27 décembre 1999. Les records nationaux de vents enregistrés ont été atteints avec 198 km/h sur l'île d'Oléron.

#### Voies routières

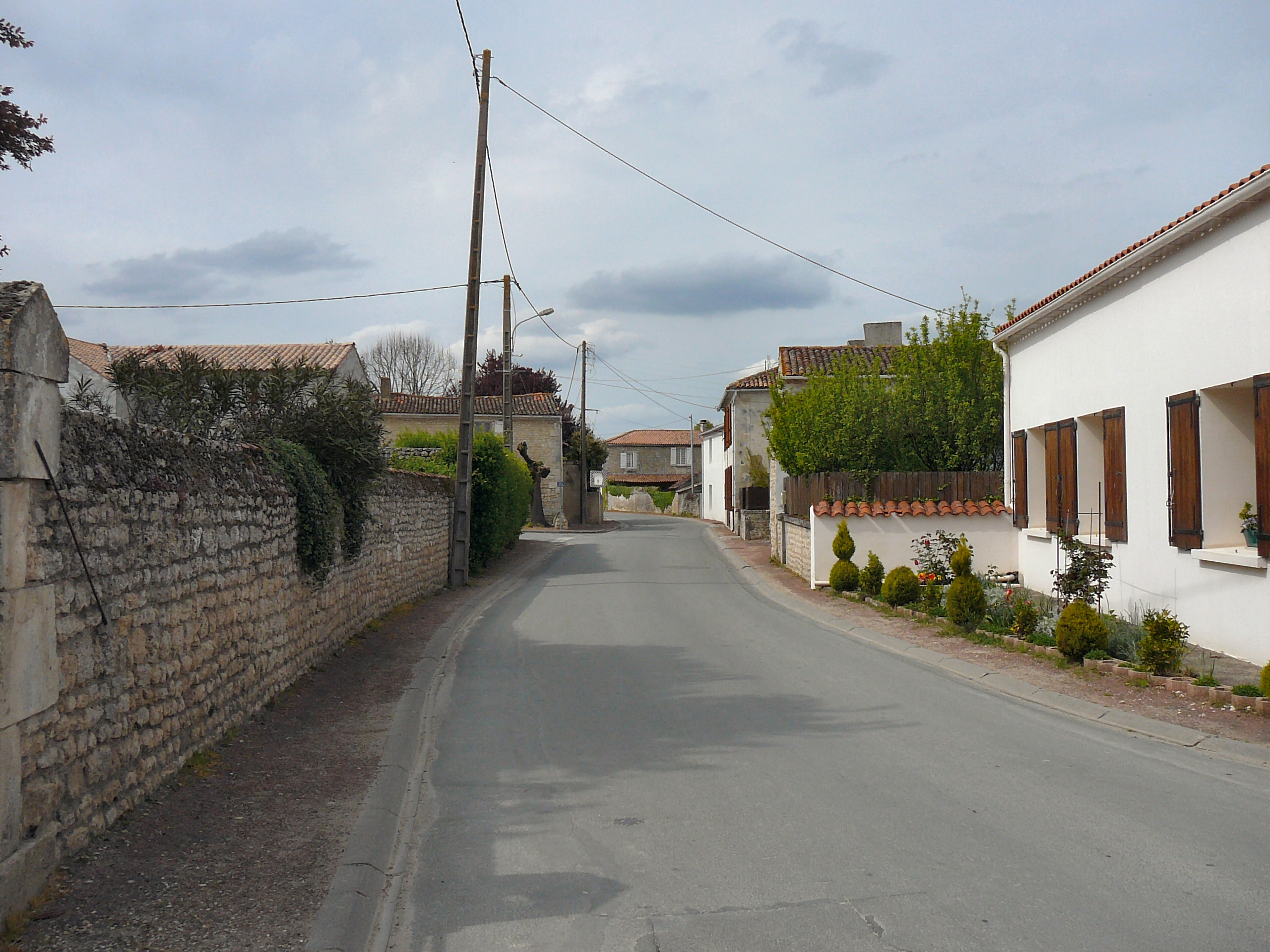
Une rue de Nieulle-sur-Seudre.

## Urbanisme

### Typologie
Au 1er janvier 2024, Nieulle-sur-Seudre est catégorisée bourg rural, selon la nouvelle grille communale de densité à 7 niveaux définie par l'Insee en 2022.
Elle est située hors unité urbaine et hors attraction des villes,.
La commune, bordée par l'océan Atlantique, est également une commune littorale au sens de la loi du 3 janvier 1986, dite loi littoral. Des dispositions spécifiques d’urbanisme s’y appliquent dès lors afin de préserver les espaces naturels, les sites, les paysages et l’équilibre écologique du littoral, tel le principe d'inconstructibilité, en dehors des espaces urbanisés, sur la bande littorale des 100 mètres, ou plus si le plan local d’urbanisme le prévoit.

### Occupation des sols
L'occupation des sols de la commune, telle qu'elle ressort de la base de données européenne d’occupation biophysique des sols Corine Land Cover (CLC), est marquée par l'importance des zones humides (56,1 % en 2018), en diminution par rapport à 1990 (64,2 %). La répartition détaillée en 2018 est la suivante : 
zones humides côtières (56,1 %), prairies (28,8 %), terres arables (7,5 %), zones urbanisées (4,4 %), zones agricoles hétérogènes (1,8 %), eaux continentales (1,4 %). L'évolution de l’occupation des sols de la commune et de ses infrastructures peut être observée sur les différentes représentations cartographiques du territoire : la carte de Cassini (XVIIIe siècle), la carte d'état-major (1820-1866) et les cartes ou photos aériennes de l'IGN pour la période actuelle (1950 à aujourd'hui).

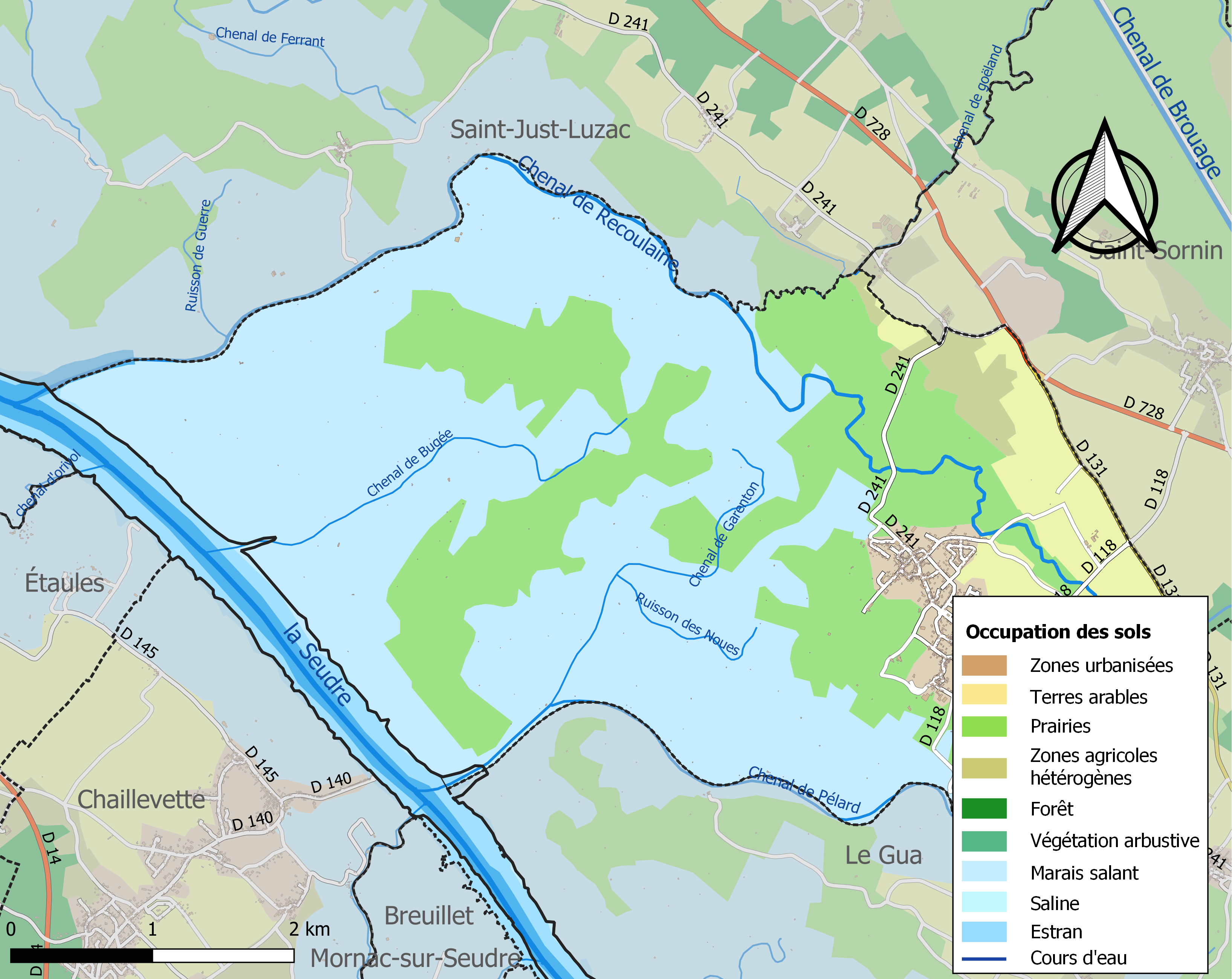
Carte des infrastructures et de l'occupation des sols de la commune en 2018 (CLC).

### Risques majeurs
Le territoire de la commune de Nieulle-sur-Seudre est vulnérable à différents aléas naturels : météorologiques (tempête, orage, neige, grand froid, canicule ou sécheresse), inondations, mouvements de terrains et séisme (sismicité modérée). Il est également exposé à un risque technologique, le transport de matières dangereuses. Un site publié par le BRGM permet d'évaluer simplement et rapidement les risques d'un bien localisé soit par son adresse soit par le numéro de sa parcelle.

#### Risques naturels
La commune fait partie du territoire à risques importants d'inondation (TRI) du littoral charentais-maritime, regroupant 40 communes concernées par un risque de submersion marine de la zone côtière, un des 21 TRI qui ont été arrêtés fin 2012 sur le bassin Adour-Garonne et confirmé en 2018 lors du second cycle de la Directive inondation, mais annulé en 2020. Les submersions marines les plus marquantes des XXe et XXIe siècles antérieures à 2019 sont celles liées à la tempête du 9 février 1924, à la tempête du 15 février 1957, aux tempêtes Lothar et Martin des 26 et 27 décembre 1999 et à la tempête Xynthia des 27 et 28 février 2010. D’une violence exceptionnelle, la tempête Xynthia a fortement endommagé le littoral de la Charente Maritime : douze personnes ont perdu la vie (essentiellement par noyade), des centaines de familles ont dû être relogées, et, sur un linéaire de l’ordre de 400 km de côte et de 225 km de défenses contre la mer, environ la moitié de ces ouvrages a subi des dommages plus ou moins importants. C’est environ 5 000 à 6 000 bâtiments qui ont été submergés et 40 000 ha de terres agricoles. La commune a été reconnue en état de catastrophe naturelle au titre des dommages causés par les inondations et coulées de boue survenues en 1982, 1999 et 2010,.

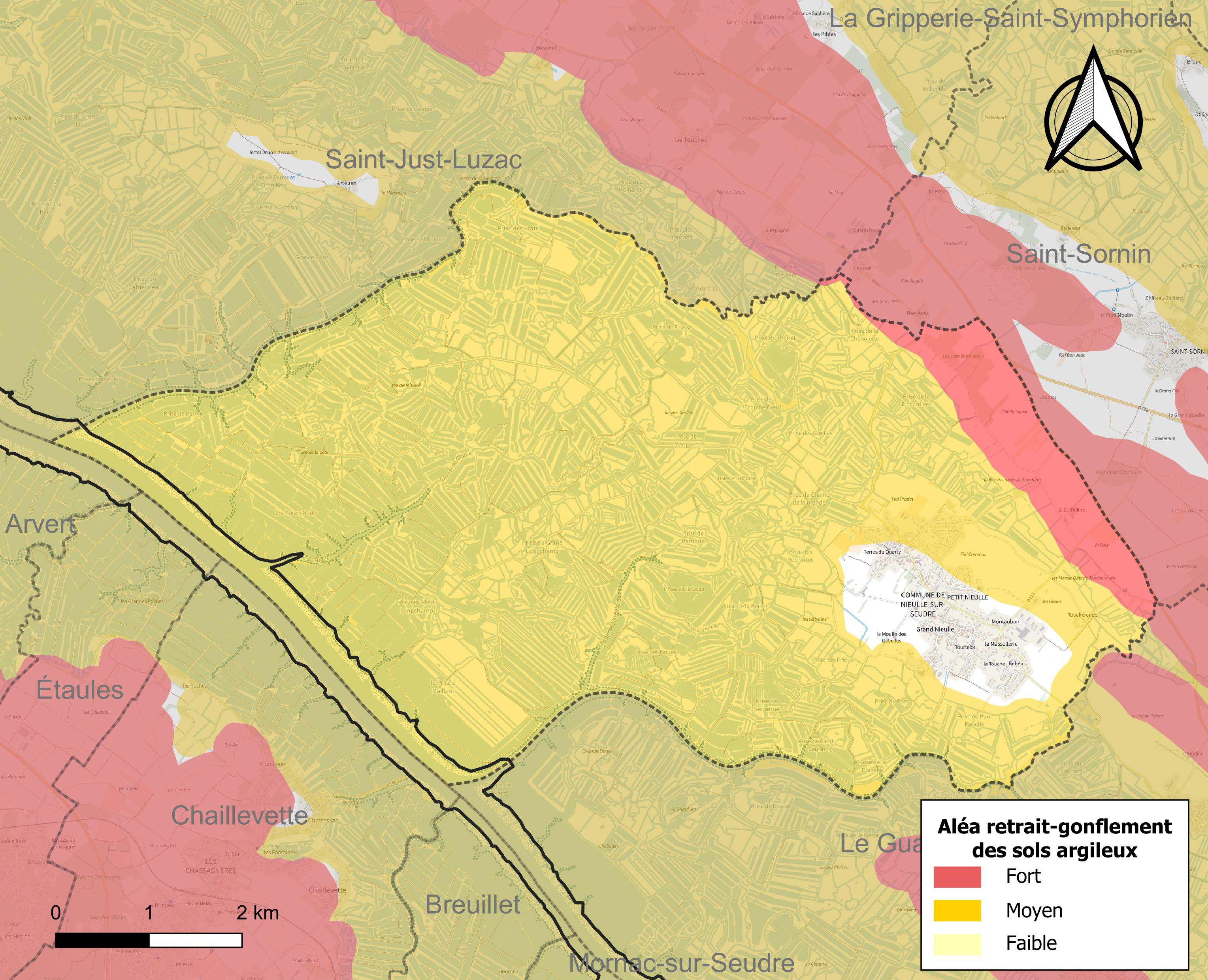
Carte des zones d'aléa retrait-gonflement des sols argileux de Nieulle-sur-Seudre.

Les mouvements de terrains susceptibles de se produire sur la commune sont des tassements différentiels.
Le retrait-gonflement des sols argileux est susceptible d'engendrer des dommages importants aux bâtiments en cas d’alternance de périodes de sécheresse et de pluie. 94,6 % de la superficie communale est en aléa moyen ou fort (54,2 % au niveau départemental et 48,5 % au niveau national). Sur les 603 bâtiments dénombrés sur la commune en 2019, 182 sont en aléa moyen ou fort, soit 30 %, à comparer aux 57 % au niveau départemental et 54 % au niveau national. Une cartographie de l'exposition du territoire national au retrait gonflement des sols argileux est disponible sur le site du BRGM,.
Par ailleurs, afin de mieux appréhender le risque d’affaissement de terrain, l'inventaire national des cavités souterraines permet de localiser celles situées sur la commune.
Concernant les mouvements de terrains, la commune a été reconnue en état de catastrophe naturelle au titre des dommages causés par la sécheresse en 2003 et par des mouvements de terrain en 1999 et 2010.

#### Risques technologiques
Le risque de transport de matières dangereuses sur la commune est lié à sa traversée par une ou des infrastructures routières ou ferroviaires importantes ou la présence d'une canalisation de transport d'hydrocarbures. Un accident se produisant sur de telles infrastructures est susceptible d’avoir des effets graves sur les biens, les personnes ou l'environnement, selon la nature du matériau transporté. Des dispositions d’urbanisme peuvent être préconisées en conséquence.

## Toponymie
Le village tire son nom d'un déformation du vieux français Neuville, signifiant ville nouvelle

## Histoire
Le village est fondé au XIIe siècle par le prieuré de Saint-Sornin, qui voit dans le site un débouché pour le commerce du sel et du vin. Rapidement, deux bourgs distincts se développent : Petit Nieulle et Grand Nieulle. Le premier se développe autour d'une maison noble, le logis de Feusse, le second autour d'un petit château, le logis de Toucheronde.
Un premier moulin à marée est édifié en 1171, suivi d'un second en 1245, à la demande de Geoffroy de Doë. Les marais salants sont alors la principale activité économique, mais les habitants semblent avoir bien vite développés d'autres activités, tel l'élevage de seiches, pour la production d'encre. Un chantier naval est installé sur les berges de la Seudre quelques siècles plus tard, de même qu'une corderie.
Durant les Guerres de religion, la majorité des habitants s'est convertie à la réforme, tandis que ceux du village de Saint-Sornin restaient fidèles au catholicisme. Les protestants persécutés furent nombreux à tenter de s'échapper en utilisant les marais et leur lacis de chenaux, afin de gagner les « Pays du Refuge » : Hollande, Angleterre... ce qui décida l'intendant Arnoul, en 1686, à faire construire un corps de garde, ainsi qu'une école, où l'éducation catholique était obligatoire. Rien n'y fit, et en 1836, le temple protestant fut édifié à Petit-Nieulle. Quelques années plus tard, en 1847, la communauté catholique en fit autant, et construisit son église à Grand-Nieulle.
Dépendant de Saint-Sornin depuis sa fondation, le village le restera au moment de la Révolution qui ne fit pas de Nieulle une commune. Les habitants de Nieulle trouvant la tutelle de Saint-Sornin trop pesante (le 29 avril 1899, Saint-Sornin prend même le nom de Nieuille-et-Saint-Sornin), réclameront durant plusieurs décennies une autonomie qu'il n'obtiendront que le 9 avril 1902, avec la création officielle de la commune. Depuis lors, le village vit de ses activités ostréicoles et du tourisme.

## Administration

### Liste des maires
| Période                                  | Période   | Identité              | Étiquette      | Qualité                                             |
| ---------------------------------------- | --------- | --------------------- | -------------- | --------------------------------------------------- |
| ?                                        | mars 1983 | André Perret          |                |                                                     |
| mars 1983                                | juin 1995 | Omer Gachinat         |                |                                                     |
| juin 1995                                | mai 2020  | Jean-François Lagarde | DVG            | Cuisinier                                           |
| mai 2020                                 | En cours  | François Servent      | Sans Etiquette | Retraité de la Gendarmerie, ancien adjoint au maire |
| Les données manquantes sont à compléter. |           |                       |                |                                                     |

### Région
À la suite de l'entrée en vigueur de la réforme administrative de 2014 ramenant le nombre de régions de France métropolitaine de 22 à 13, la commune appartient depuis le 1er janvier 2016 à la région Nouvelle-Aquitaine, dont la capitale est Bordeaux. De 1972 au 31 décembre 2015, elle a appartenu à la région Poitou-Charentes, dont le chef-lieu était Poitiers.

## Population et société

### Démographie
L'évolution du nombre d'habitants est connue à travers les recensements de la population effectués dans la commune depuis 1906. Pour les communes de moins de 10 000 habitants, une enquête de recensement portant sur toute la population est réalisée tous les cinq ans, les populations de référence des années intermédiaires étant quant à elles estimées par interpolation ou extrapolation. Pour la commune, le premier recensement exhaustif entrant dans le cadre du nouveau dispositif a été réalisé en 2004.

En 2022, la commune comptait 1 224 habitants, en évolution de −0,97 % par rapport à 2016 (Charente-Maritime : +4,04 %, France hors Mayotte : +2,11 %).
| 1906 | 1911 | 1921 | 1926 | 1931 | 1936 | 1946 | 1954 | 1962 |
| ---- | ---- | ---- | ---- | ---- | ---- | ---- | ---- | ---- |
| 709  | 692  | 615  | 597  | 567  | 534  | 514  | 530  | 531  |

| 1968 | 1975 | 1982 | 1990 | 1999 | 2004 | 2006 | 2009  | 2014  |
| ---- | ---- | ---- | ---- | ---- | ---- | ---- | ----- | ----- |
| 535  | 534  | 515  | 506  | 643  | 713  | 733  | 1 070 | 1 216 |

| 2019  | 2022  | - | - | - | - | - | - | - |
| ----- | ----- | - | - | - | - | - | - | - |
| 1 208 | 1 224 | - | - | - | - | - | - | - |

### Enseignement
Nieulle-sur-Seudre possède une école accueillant les enfants de sa commune et ceux de Saint-Sornin.
Les classes présentes à Nieulle vont de la petite section de maternelle jusqu'au CM2 depuis septembre 2018.
Avant, les enfants de petite et moyenne section devaient prendre le bus pour aller à La Gripperie, ceux de CM1 CM2 étaient à Saint-Sornin.

### Cultes
Le culte protestant est célébré par et à l'Église Protestante Unie, certains dimanches à 10 heures 30, en alternance avec d'autres temples du secteur paroissial (Arvert, Chaillevette, Étaules, La Tremblade, L'Éguille, Marennes, Mornac, St Pierre d'Oléron).

## Lieux et monuments

### Église Notre-Dame

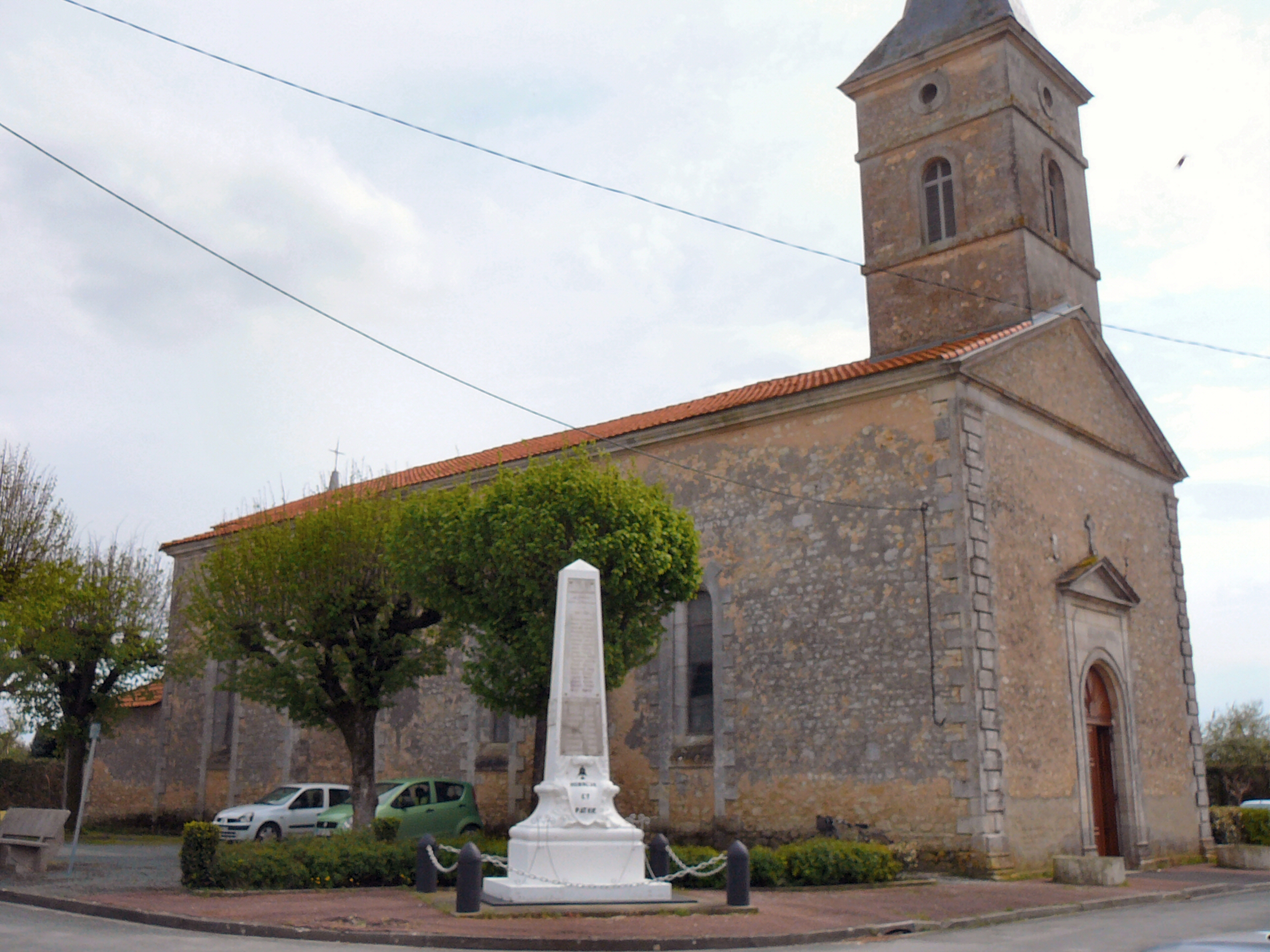
L'église Notre-Dame, construite en 1847.

Cette église n'est édifiée qu'en 1847, afin de répondre aux besoins des habitants de confession catholique, qui jusque-là, devaient se rendre aux offices à l'église de Saint-Sornin. Les habitants de Nieulle obtiennent la création d'une paroisse autonome en 1854, date à laquelle l'église est agrandie, et consacrée à Notre-Dame, à la suite de la proclamation du dogme de l'immaculée conception par le pape Pie IX.
L'édifice, de plan très simple, est formé d'une nef unique de deux travées, voûtée en moellons, sur laquelle se greffent deux chapelles saillantes tenant lieu de transept. Le chœur abrite un maître-autel réalisé en 1864, à la demande de l'abbé Savary, qui fut l'un des principaux organisateurs de la nouvelle paroisse. Ce maître-autel, de style Louis XIV, prend la forme d'un baldaquin porté par six colonnes en faux-marbre. Deux bénitiers, à l'entrée du sanctuaire, sont formés de coquilles d'huîtres tropicales.
 La façade est relativement sobre, et s'inscrit dans la tradition classique. Elle comporte un fronton, et est surmontée depuis 1860 d'un clocher coiffé d'une flèche en ardoise.

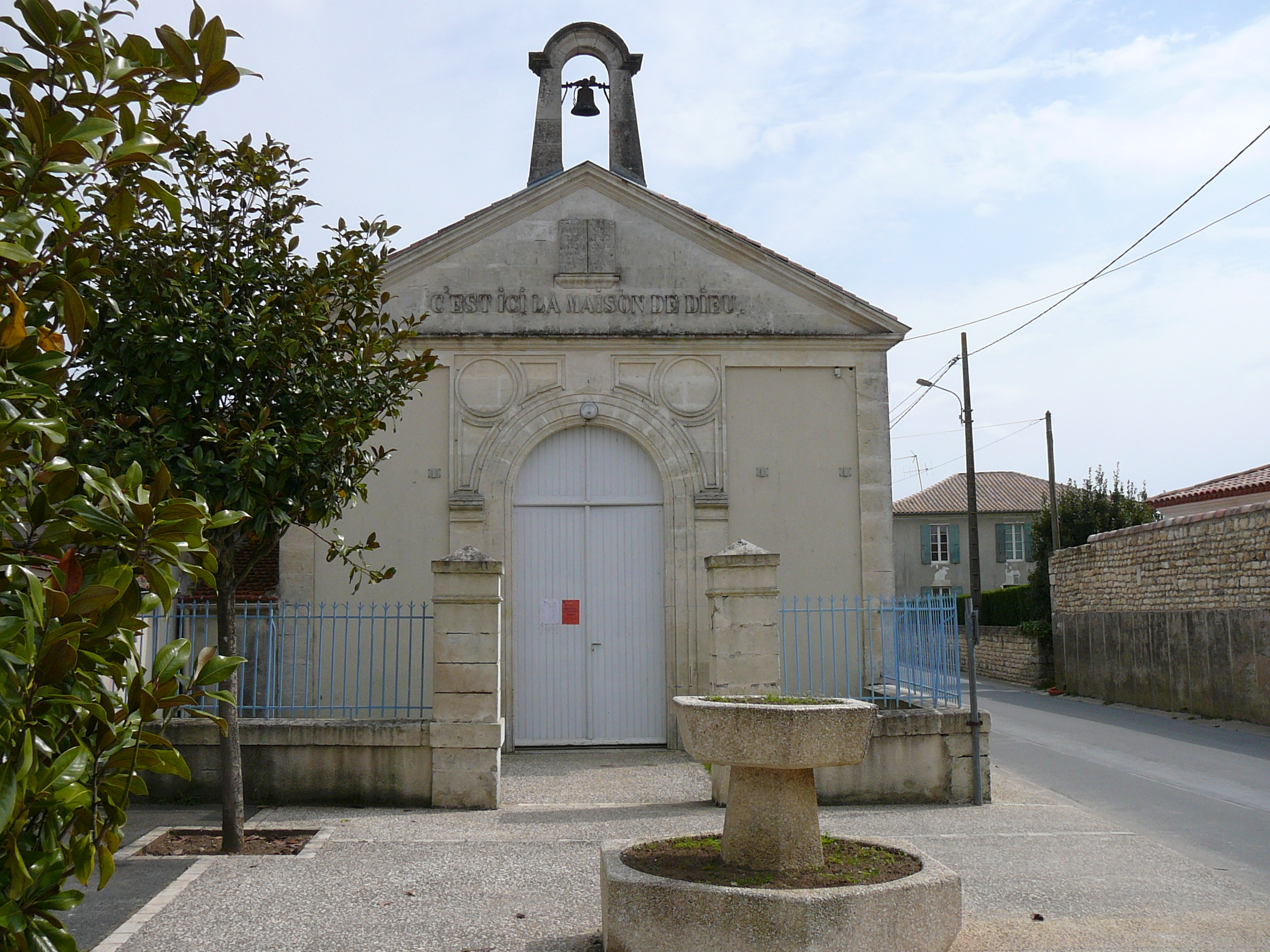
Le temple protestant daté de 1836.
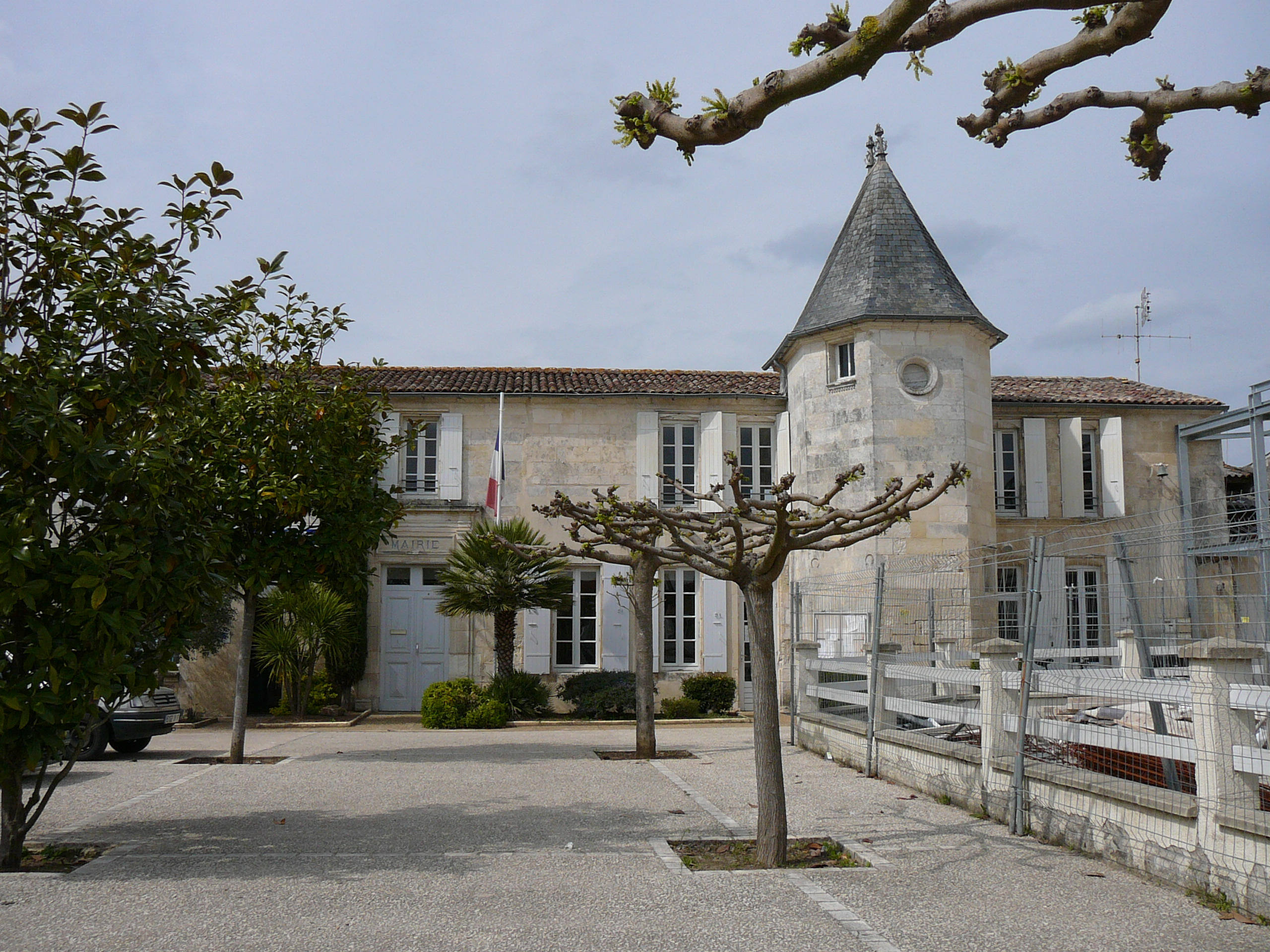
La mairie.
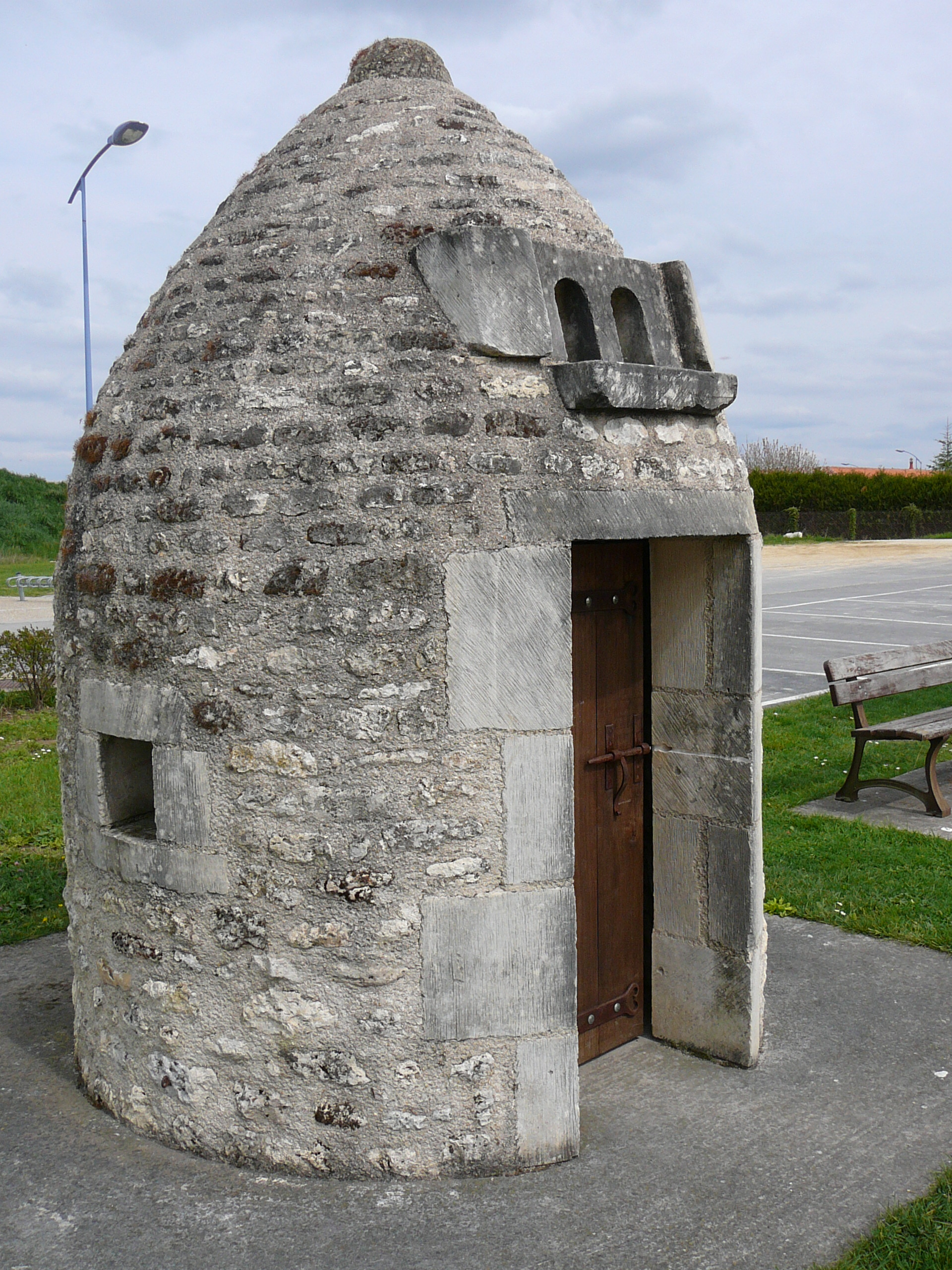
Une « tourette », restitution de 2002.
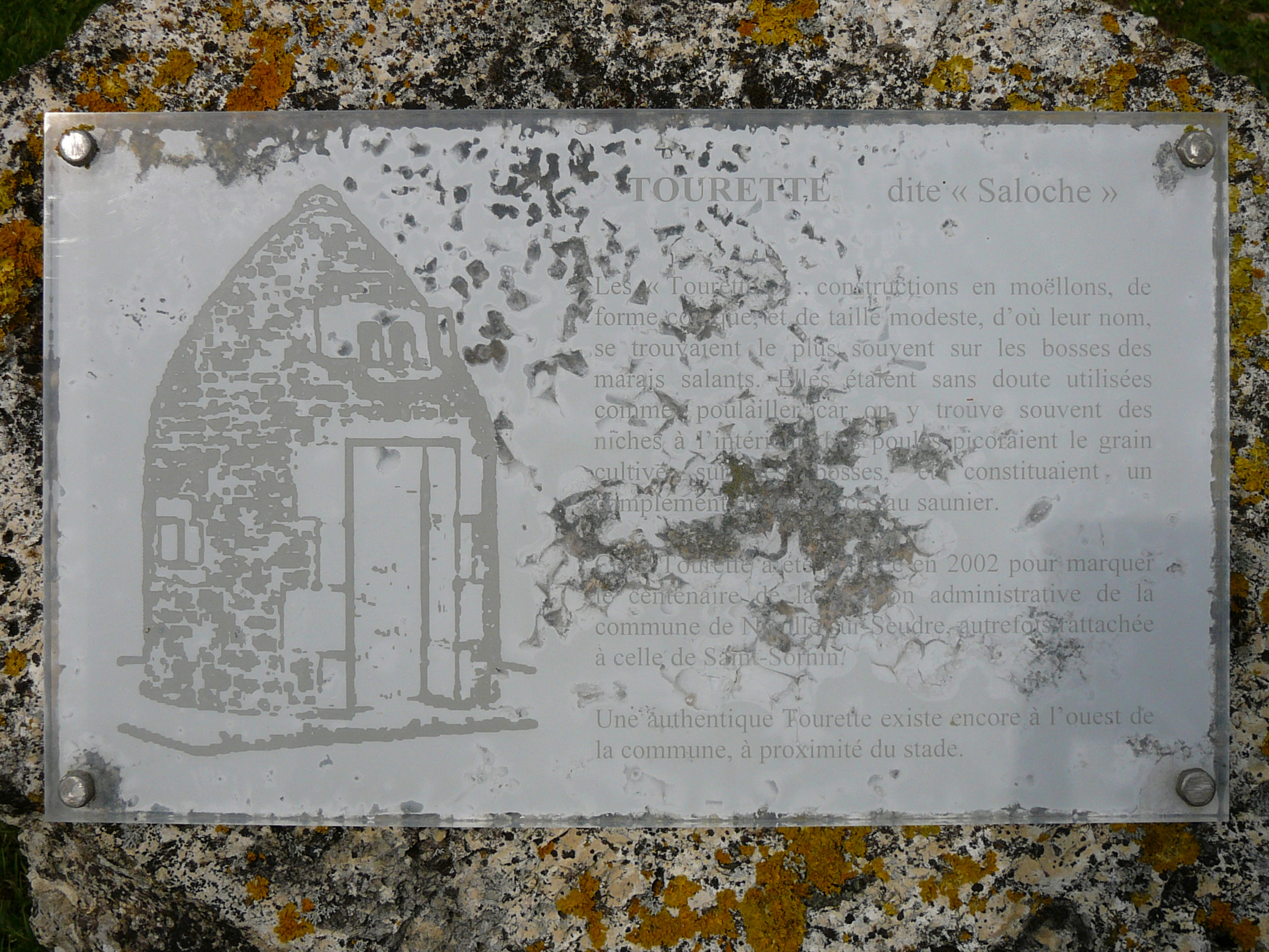
Texte expliquant l'origine de la « tourette ».

## Personnalités liées à la commune
- Daniel Garesché
- Pierre-Isaac Garesché.
- François de Chasseloup-Laubat.